# Adarnaz IV. od Iberije
Adarnaz IV. od Iberije (gruz. ადარნასე, umro 923.), iz dinastije Bagrationi, bio je knez Iberije, zaslužan za obnovu iberijskog kraljevstva 888. godine, koje je bilo u mirovanju od kada ga je ukinulo Sasanidsko Carstvo u 6. stoljeću
Brojčano označavanje uzastopnih vladara u ranom razdoblju Bagratida vrlo je zbunjujuća jer se kreće između različitih grana obitelji. Stoga je Adarnaz, poznat kao "IV" jer je bio četvrti Adarnaz kao knez Iberije, poznat i kao "II." kao suveren Tao-Klardžetije i "I." kao kralj Iberije.

## Dinastički sukobi
Adarnaz je bio jedini sin Davida I., kneza Iberije s bizantskim naslovom kuropalat, kojeg je ubio njegov rođak Nasra 881. godine. Kako je Adarnaz još uvijek bio maloljetan, bizantski car - sukladno politici podjele - imenovao je kuropalatom, ne Adarnaza, već njegova rođaka Gurgena. Kasniji Nasrin pokušaj oduzimanja Adarnazu nasljednog nasljedstva onemogućen je zahvaljujući armenskom kralju Ašotu I. 888. godine. Koristeći kao bazu matične zemlje u Taou, Adarnaz je porazio Gurgena, a sebe 888. proglasio kraljem. Bizant mu je kraljevsku titulu priznao tri godine kasnije.
Adarnaz je savez s Armencima nastavio i pod Ašotovim nasljednikom Smbatom I., kojemu je pomogao u borbi protiv abasidskih emira; Smbat mu je zauzvrat priznao kraljevsku titulu 899. godine. Potom su Smbat i Adarnaz zajedno porazili abhaškog kralja Konstantina III. Savez se, međutim, raspao kada je Smbat, smatrajući da je Adarnaz prejak, pustio Konstantina na slobodu. Propast saveza je oslabio oba vladara. Godine 904., Konstantin je Adarnazu preoteo Vojvodstvo Kartliju, a 914. je Smbat uhvaćen i mučen na smrt od Jusufa, sadžidskog emira Azerbajdžana.
Adarnaz je dao sagraditi Sabornu crkvu u Bani i učinio je episkopskim sjedištem.
Adarnaz je imao petero djece sa suprugom čije ime nije poznato. To su:
- David II. od Iberije (umro 937.)
- Ašot II. od Taoa (umro 954.)
- Bagrat I. od Taoa (umro 945.)
- Sumbat I. od Iberije (umro 958.)
- kćer udanu za Konstantina III. od Abhazije.